# Tower Bridge

Most nocą

Tower Bridge – most zwodzony w Londynie (mylony niekiedy z sąsiednim Mostem Londyńskim, London Bridge) przeprowadzony przez Tamizę w pobliżu Tower of London, od której bierze swą nazwę. 

## Charakterystyka
Jeden z najbardziej znanych obiektów w Londynie, zbudowany w stylu wiktoriańskim. Jego historia zaczęła się w roku 1872, kiedy to parlament angielski rozpatrzył projekt ustawy dotyczącej budowy drugiego mostu nad Tamizą. Mimo zastrzeżeń zgłaszanych przez zarząd zamku Tower of London ustawa została uchwalona. Postawiono jednak warunek, który został spełniony; styl mostu miał harmonizować ze stylem zamku. Architektem jego był Horace Jones, który zastosował modną wówczas konstrukcję: stalowy szkielet obłożony kamieniem w stylu neogotyckim. Most został ukończony w 1894. Jest mostem zwodzonym, umożliwiającym przepływanie statków oceanicznych do około 40,5 m wysokości powyżej poziomu wody. 
Charakterystycznym elementem mostu są dwie wieże główne, połączone u góry dwoma pomostami - kładkami dla pieszych - zawieszonymi 34 m nad jezdnią i przeszło 44 m nad oznaczeniem górnego poziomu w rzece. Środkową część mostu stanowią dwa podnoszone przęsła - urządzenia dźwigowe z przeciwciężarem. Są to dwa gigantyczne skrzydła, każde o wadze 1 200 ton, uniesione w górze, tworzące z płaszczyzną jezdni kąt 86 stopni. Pierwotnie most miał kolory w tonacji beżowej. W 25. rocznicę koronowania królowej Elżbiety II (1977) przemalowano go na kolory: niebieski, biały i czerwony. Obecna kolorystyka mostu (biało-niebieska) istnieje od 2010.
Tower Bridge przecina Tamizę na wschodnim końcu Londynu. Od początku swojego istnienia uznawany był za arcydzieło ówczesnej inżynierii. Porównywano go ze słynną już wieżą Eiffla, zbudowaną pięć lat wcześniej. Potężny, ważący ponad 2000 ton napędzany parą mechanizm mostu, regulował otwarcie jego środkowej części. Umożliwiał przepływanie wielkich żaglowców (tall ships). Stary mechanizm mostu nie jest używany, zastąpiono go urządzeniem elektrycznym. 

## Historyczne miejsca w pobliżu Tower Bridge
- HMS Belfast
- London Bridge
- Shad Thames
- St Katharine Docks
- Tower of London